# August Buxbaum

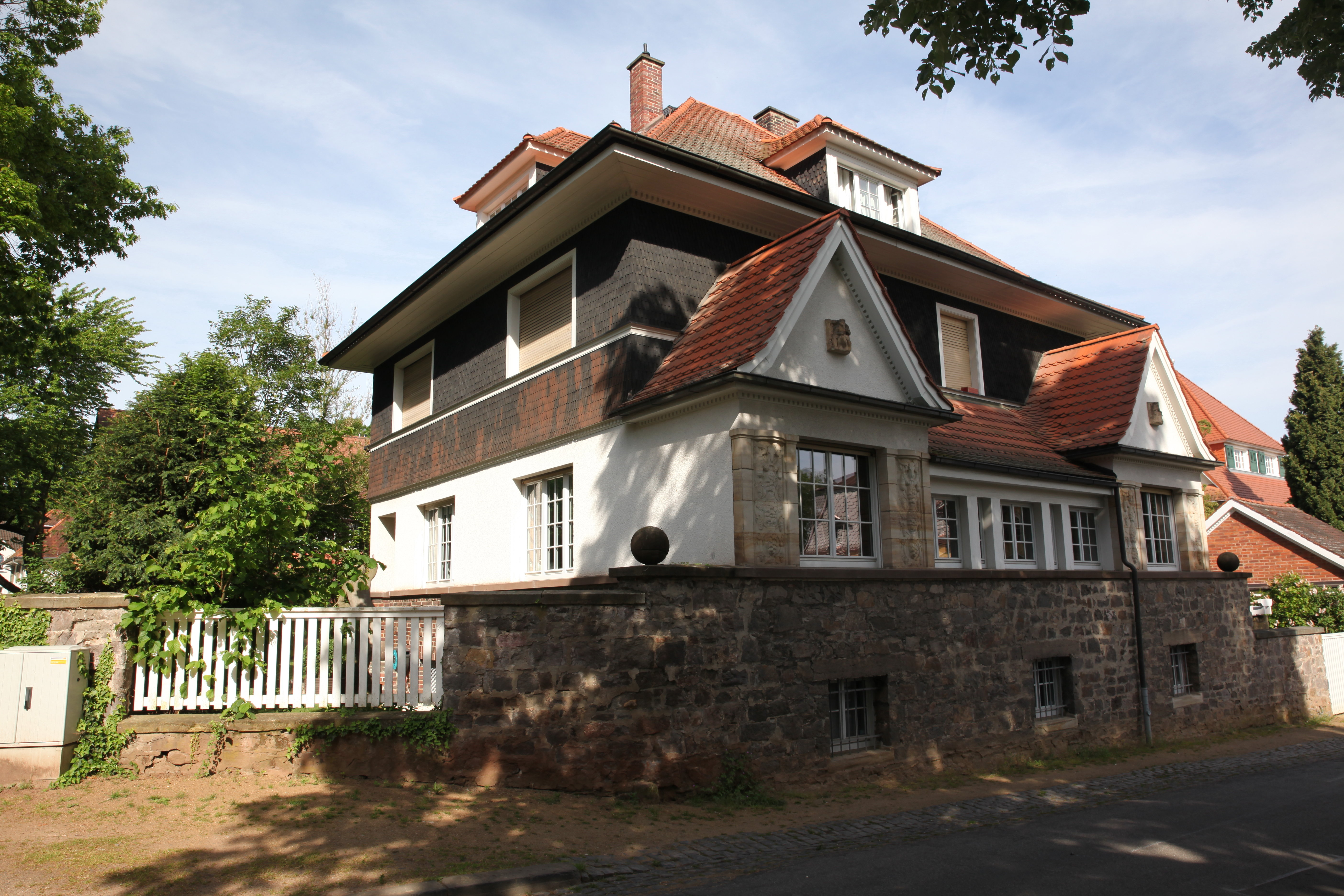
Das Haus Buxbaum, Wohnhaus des Architekten, gebaut nach seinen Entwürfen, heute Kulturdenkmal

August Buxbaum (* 14. April 1876 in Langenbrombach; † 21. Februar 1960 in Darmstadt) war ein deutscher Architekt und Baubeamter, der von 1904 bis 1930 in der kommunalen Bauverwaltung der Stadt Darmstadt tätig war und das Darmstädter Stadtbild wesentlich prägte.

## Leben

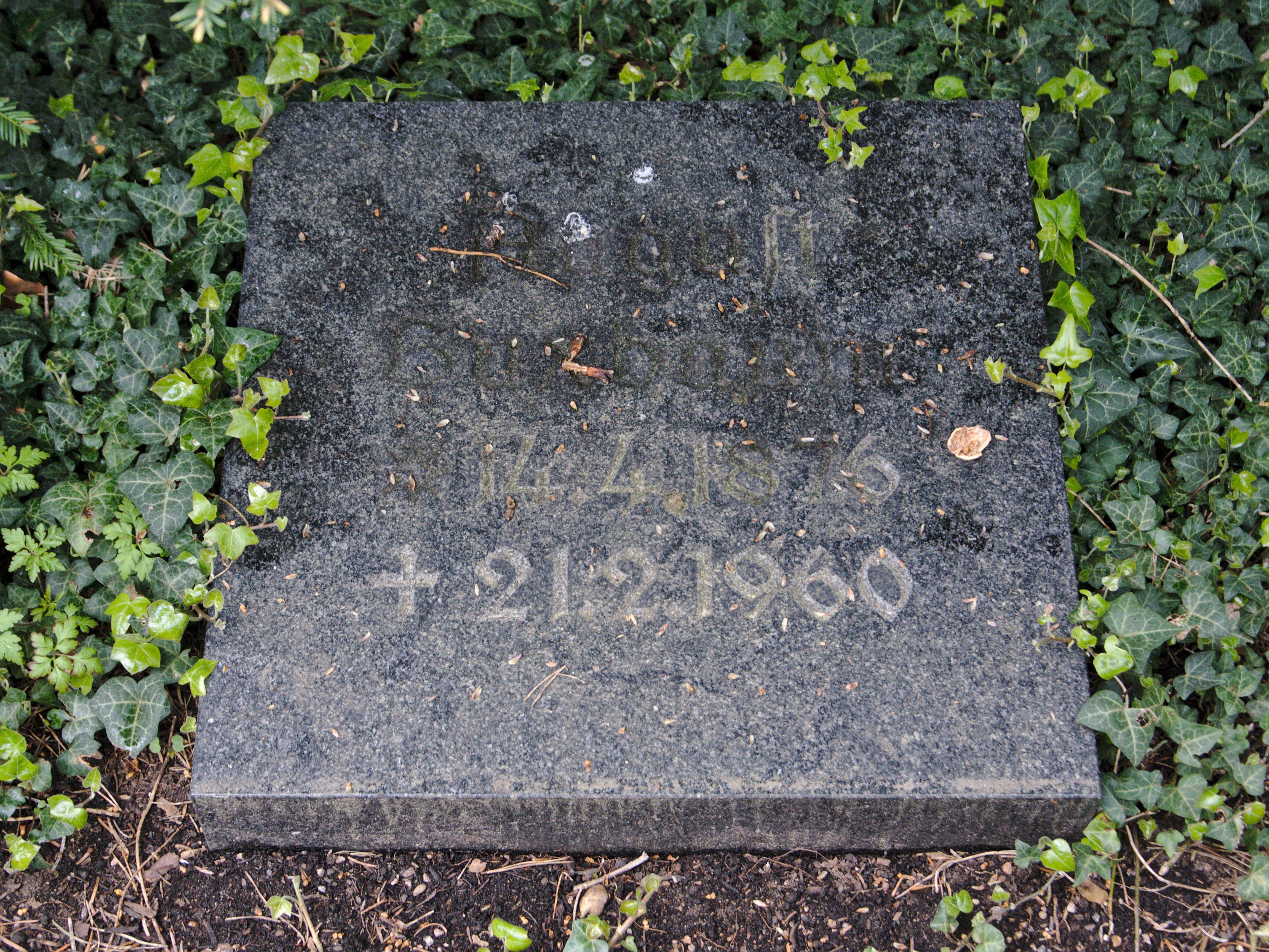
Das schlichte Grab Buxbaums auf dem Darmstädter Waldfriedhof

August Buxbaum studierte an der Technischen Hochschule Darmstadt Architektur. Nach seinem Abschluss im Jahre 1898 arbeitete er zunächst in Berlin, Nürnberg und Worms. Im Oktober 1904 kam Buxbaum nach Darmstadt zurück und arbeitete dort im Stadtbauamt. 1906 wurde er zum Stadtbauinspektor ernannt, 1909 zum Stadtbaurat. Von 1918 bis 1930 war er Bürgermeister und Baudezernat in Darmstadt.
Die unter seiner Mitwirkung oder Leitung entstandene Architektur lässt sich dem Heimatstil, dem Heimatschutzstil oder dem Reformstil zuordnen. Die heute populäre Etikettierung als „Jugendstil“ entspricht nicht dem Selbstverständnis Buxbaums, der – wie zum Beispiel auch die damaligen Architektur-Professoren der Technischen Hochschule – dem Jugendstil der Darmstädter Künstlerkolonie kritisch gegenüberstand.
1930 schied er aus dem öffentlichen Dienst aus und arbeitete als selbstständiger Architekt. Buxbaum war nebenher als Heimatforscher mit dem Schwerpunkt Stadt- und Baugeschichte tätig.
Der mit Lisbet Eberhard verheiratete August Buxbaum starb 1960 im Alter von 83 Jahren. Er ist auf dem Waldfriedhof Darmstadt (Grabstelle: L 2h 1) begraben. Sein schlichtes Grab befindet sich gleich links des Haupteinganges in der ersten Reihe.
Ein Jahr nach seinem Tod wurde ihm durch Beschluss des Magistrats ein Straßenzug im Nordosten Darmstadts gewidmet.

## Ehrungen
- 1928: Ehrensenator der Technischen Hochschule Darmstadt

## Schriften
Veröffentlichungen
- (als Herausgeber): Darmstadt und Umgebung in zweihundert Federzeichnungen. Reichert, Darmstadt 1920. (Nachdruck 1980)
- (mit Adolf Müller): Das Darmstädter Rathaus. Darmstadt 1927.

Nachlass
Der Nachlass August Buxbaums befindet sich im Stadtarchiv Darmstadt.

## Bauten

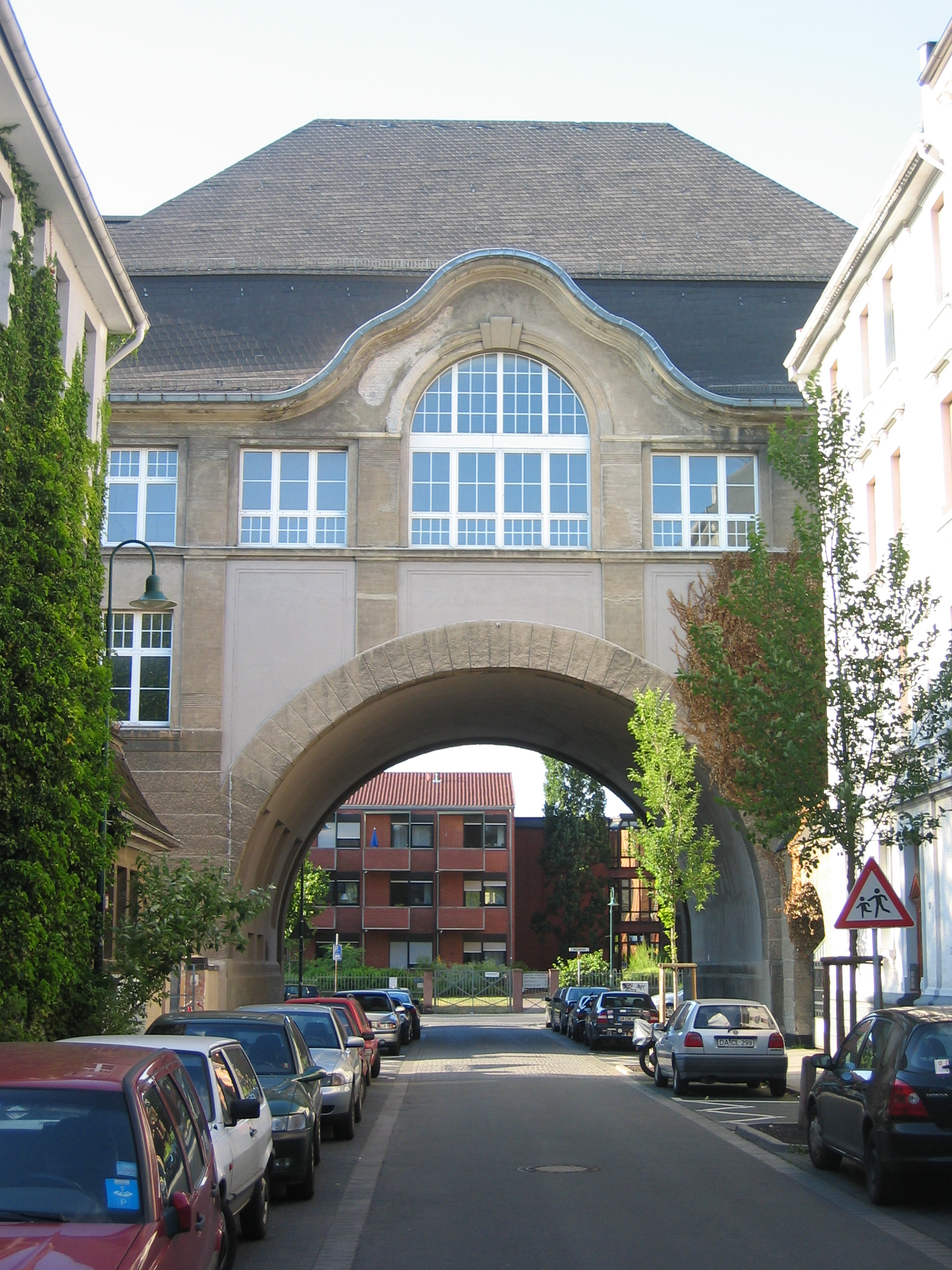
Von Buxbaum entworfenes Gebäude der Kyritzschule

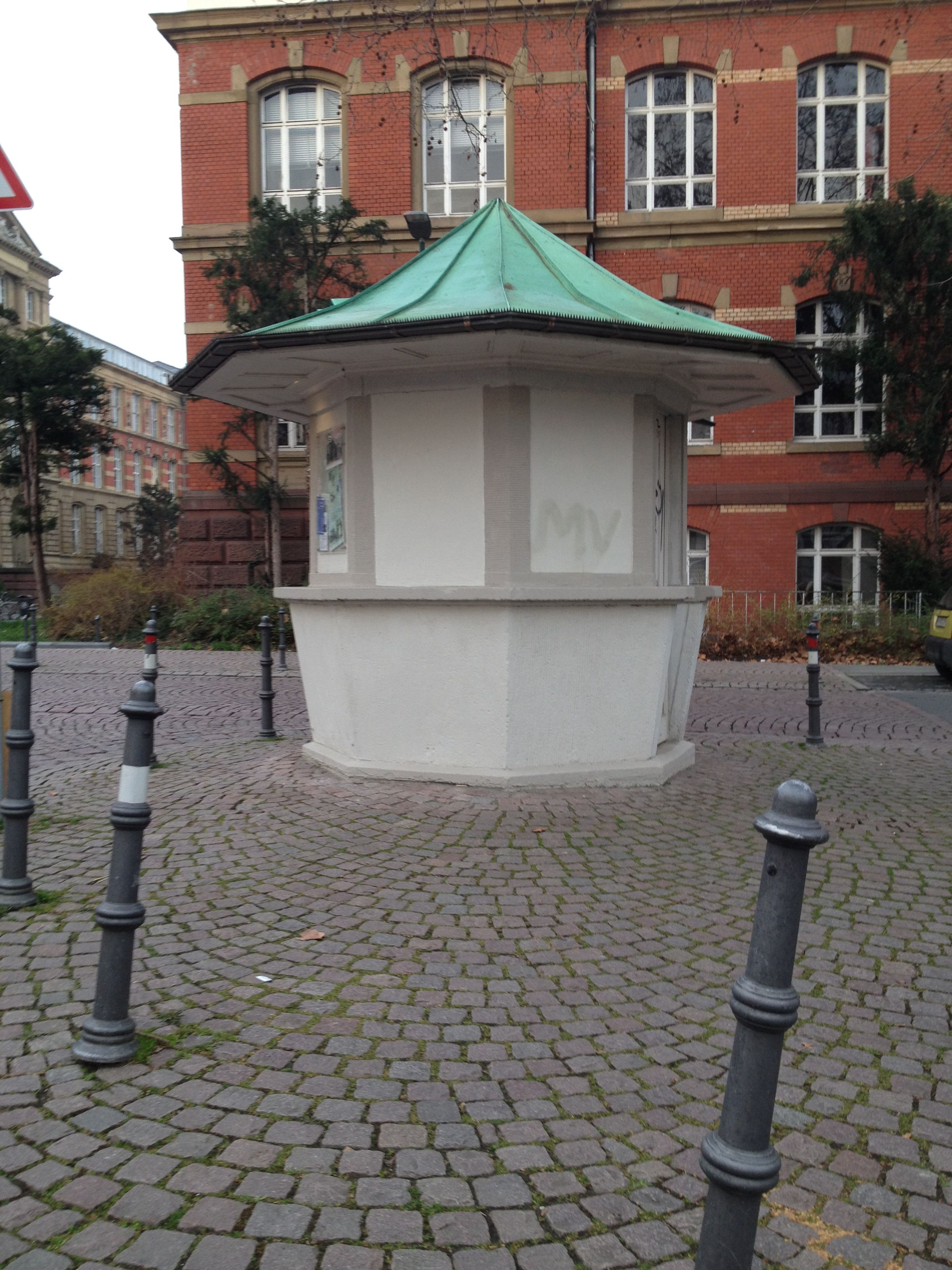
Kiosk auf dem Kantplatz in Darmstadt

- 1907: „Kyritz-Schule“ in Darmstadt, Martinsviertel
- 1907–1909: Bau des Darmstädter Stadtbads nach seinen Entwürfen, Mercksplatz 1
- 1908–1909: Städtisches Elektrizitätswerk II in Darmstadt, Dornheimer Weg (1975 abgerissen)
- 1909: Gestaltung des Paulusplatzes im Darmstädter Paulusviertel
- 1909–1910: Buxbaums eigenes Wohnhaus in Darmstadt, Richard-Wagner-Weg 40
- 1909–1911: früheres Gebäude der „Eleonorenschule“ in Darmstadt, Lagerhausstraße
- 1910–1911: „Pestalozzi-Schule“ in Darmstadt, Martin-Buber-Straße
- 1912: Justus-Liebig-Schule in Darmstadt
- 1913–1922: Hochbauten auf dem Waldfriedhof in Darmstadt
- 1921–1928: Mehrfamilienwohnhaus-Bebauung in Darmstadt, Rhönring (Nordseite) und Spessartring 2–18
In den 1920er Jahren wurde die Nordseite des Straßenzugs Rhönring–Spessartring mehr als 50 Geschosswohnungsbauten in Gruppen zu zwei oder drei Hauseinheiten erstellt, 2016–2021 sollen die Gebäude unter Berücksichtigung des ursprünglichen Farbkonzepts renoviert werden.[7][8]
- 1925: Kiosk-Häuschen auf verschiedenen Plätzen in der Innenstadt von Darmstadt
Die sieben baugleichen Kioske aus Betonguss mit kupfergedecktem Spitzdach an verschiedenen Plätzen der Stadt (z. B. Ernst-Ludwig-Platz, Luisenplatz, Steubenplatz, Vorplatz der Johanneskirche und Kantplatz) sollten eine touristische Belebung der Innenstadt bewirken. Nur der heute denkmalgeschützte Kiosk am Kantplatz ist erhalten.
- 1928–1929: Mehrfamilienwohnhaus an der Ecke Bessunger Straße 48, 54, 60 / Ludwigshöhstraße 2, 4
- 1929–1930: Wohnbebauung mit Innenhof am Darmstädter Ostbahnhof
- 1929–1930: Wohnbebauung Lichtenbergstraße 17–19 in Darmstadt